# La Pobla del Duc
La Pobla del Duc è un comune spagnolo situato nella comunità autonoma Valenciana.